# Laura Devon
Laura Devon, nata Mary Louise Briley (Chicago, 23 maggio 1931 – Beverly Hills, 19 luglio 2007), è stata un'attrice statunitense.

## Biografia
Laura Devon è nata il 23 maggio 1931 a Chicago. Il suo nome di nascita era Mary Lou Briley o Mary Laura Briley. Suo padre è stato identificato dalla stampa come Merrill Devon, un ingegnere automobilistico, e sua madre come Velma Prather.
Ha frequentato la scuola a Chicago e Grosse Pointe. È entrata alla Wayne State University, laureandosi in giornalismo e scienze politiche, dove ha imparato a recitare nelle produzioni teatrali scolastiche. Dopo essersi esibita in spettacoli teatrali amatoriali e opere leggere, la sua prima parte professionale è stata come protagonista in una produzione di The Boy Friend alla Vanguard Playhouse di Detroit.

## Carriera

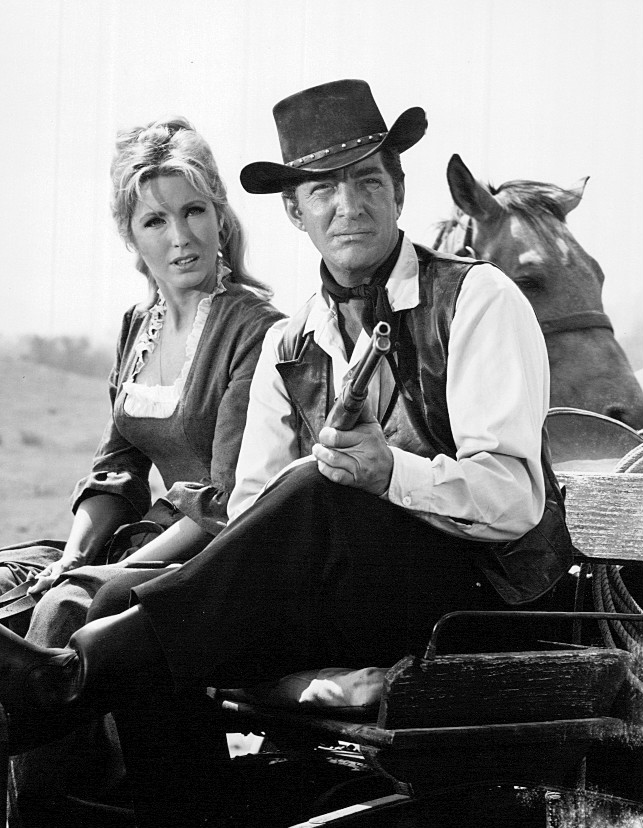
Devon e Dean Martin in Rawhide (1964)

Nel 1961, Laura Devon fu scoperta da Bob Goldstein della 20th Century Fox mentre cantava alla London Chop House di Detroit. Racconta la storia del suo arrivo a Hollywood in questo modo:
All'epoca si parlava di mettermi alla prova per "High Heels". Avevo un agente alla MCA che mi ha detto che anche l' UI era interessata: mi ha portato lì prima per fare un test e mi hanno subito firmato un contratto, quindi non sono mai arrivato al 20º posto. Ma per l'intero anno all'UI non sono mai stato messo in una foto. Ho preso lezioni di canto, danza e recitazione: Louis Graveure mi ha insegnato a cantare, Charles Conrad a recitare e lo studio ha pagato i conti. Era come essere totalmente sovvenzionato e con niente da fare se non studiare. 
Durante un periodo di otto anni, dal 1960 al 1967, Devon ha recitato in numerosi programmi televisivi popolari. Un'apparizione nel 1962 sulla Route 66 (S3E1) fu la sua prima parte significativa. Successivamente, è apparsa in: Insight, The New Breed, The Twilight Zone, Stoney Burke, The Alfred Hitchcock Hour, Rawhide (un episodio intitolato "Canliss", nei panni della moglie del personaggio pistolero di Dean Martin nel 1964), Bob Hope presenta il Chrysler Theatre, The Rogues, Bonanza, I Spy, The Fugitive , The Cat, The Big Valley, Coronet Blue e The Invaders. Ha avuto un ruolo ricorrente in quattro episodi di Dr. Kildare ed è stata membro del cast di repertorio che ha alternato ruoli principali e secondari nella serie acclamata dalla critica The Richard Boone Show.
Inoltre, Devon è apparsa in cinque lungometraggi commerciali, interpretando Rusty Sartori in Goodbye Charlie (1964), Julie Kazarian in Red Line 7000 (1965), Marie Champlain in Chamber of Horrors (1966), Rosemary in A Covenant with Death (1966) e Edie Hart in Gunn (1967).

## Vita privata
Nel corso della sua vita ha affrontato quattro matrimoni e altrettanti divorzi; è stata sposata con Peter Kosiba (dal 1950 al 1951), con Cleland Clark, con l'attore Brian Kelly (dal 1962 al 1966), figlio del giudice Harry F. Kelly, allora membro della Corte Suprema del Michigan ed ex governatore del Michigan. Un mese dopo il loro matrimonio, lui e Devon sono apparsi insieme sul palco in Toys in the Attic di Lillian Hellman al Laguna Beach Summer Theater. Due anni dopo, sarebbe diventato famoso per il suo ruolo di Porter Ricks nella serie TV Flipper. Divorziarono nel gennaio 1966. L'ultimo matrimonio è con il compositore e musicista Maurice Jarre (dal 1967 al 1984). Da quest'ultimo ha avuto un figlio, Kevin Jarre, diventato poi sceneggiatore.

## Filmografia parziale

### Cinema
- Ciao, Charlie (Goodbye Charlie), regia di Vincente Minnelli (1964)
- Linea rossa 7000 (Red Line 7000), regia di Howard Hawks (1965)
- Lo strangolatore di Baltimora (Chamber of Horrors), regia di Hy Averback (1966)
- L'uomo che uccise il suo carnefice (A Covenant with Death), regia di Lamont Johnson (1967)
- Peter Gunn: 24 ore per l'assassino (Gunn), regia di Blake Edwards (1967)

### Televisione
- The Wide Country – serie TV, episodio 1x13 (1962)
- Route 66 – serie TV, 2 episodi (1962-1963)
- The Gallant Men – serie TV, episodio 1x14 (1963)
- Ai confini della realtà (The Twilight Zone) – serie TV, episodio 4x07 (1963)
- The Lieutenant – serie TV, episodio 1x05 (1963)
- Richard Boone (The Richard Boone Show) – serie TV, 25 episodi (1963-1964)
- Il dottor Kildare (Dr. Kildare) – serie TV, 4 episodi (1965)